# Chet Forrest
Chet Forrest (* 31. Juli 1915 in Brooklyn, New York City; † 10. Oktober 1999 in Miami; eigentlich George Forrest Chichester Jr.) war ein US-amerikanischer Pianist, Dirigent, Filmkomponist und Liedtexter.

## Leben
Als George Forrest Chichester Jr. in Brooklyn geboren, zog Forrest mit seiner Familie Anfang der 1920er Jahre in die Nähe von Miami. Bereits im Alter von 13 Jahren trat er als Pianist in Nachtclubs auf und begleitete Sänger wie Al Jolson. An seiner Highschool lernte er Bob Wright kennen, der ebenfalls als Pianist in Nachtclubs spielte. Zusammen schrieben sie fortan Songs für zahlreiche Revuen. 1934 gingen sie gemeinsam auf Tournee, die sie über New York City bis nach Hollywood führte. Dort erhielten sie als Songschreiberduo einen Sieben-Jahres-Vertrag bei MGM. Lieder aus ihrer Feder fanden unter anderem 1937 Verwendung in der Filmoperette Maienzeit (Maytime) mit Jeanette MacDonald und Nelson Eddy, deren ursprüngliche Songs von MGM abgelehnt worden waren. 1939 erhielten sie ihre erste von insgesamt drei Oscar-Nominierungen in der Kategorie Bester Song für Always and Always aus dem Film Mannequin.
Am Broadway konnten Forrest und Wright 1953 mit ihrem Musical Kismet einen großen Erfolg verbuchen. Es handelte sich dabei um eine Adaption von Borodins Oper Fürst Igor, nach der berühmte Songs wie Stranger in Paradise entstanden. 1954 wurden sie für Kismet mit dem Tony Award in der Kategorie Bestes Musical ausgezeichnet. Ein Jahr später wurde das Musical von Vincente Minnelli unter dem gleichen Titel verfilmt. Forrests und Wrights Zusammenarbeit währte bis in die 1990er Jahre und brachte mehr als 2.000 Lieder für Broadway- und Filmproduktionen hervor.
Seine letzten Jahre verbrachte Forrest in Miami, wo er 1999 im Alter von 84 Jahren verstarb. Kurz zuvor hatte er mit Wright an einem neuen Musical mit dem Titel Betting on Bertie gearbeitet.

## Filmografie (Auswahl)
Lieder
| - 1936: Dünner Mann, 2. Fall (After the Thin Man) - Blow That Horn - 1937: Maienzeit (Maytime) - Vive l’Opera - Ham and Eggs - 1937: Saratoga - Saratoga - The Horse with the Dreamy Eyes - 1937: Mannequin - Always and Always - 1938: Marie-Antoinette (Marie Antoinette) - Amour Eternal Amour - 1939: Balalaika - Tanya - Ride, Cossack, Ride - Shadows on the Sand - 1939: Die Frauen (The Women) - Forevermore - 1939: Irrwege der Liebe (Broadway Serenade) - High Flyin’ - One Look at You | - 1940: Music in My Heart - I’ve Got Music in My Heart - Hearts in the Sky - No Other Love - Punchinello - Oh What a Lovely Dream - It’s a Blue World - 1955: Kismet - Baubles, Bangles, and Beads - Stranger in Paradise - Bored - Rhymes Have I - Night Of My Nights - Not Since Nineveh - Sands Of Time - The Olive Tree - Fate - And This Is My Beloved - Gesticulate - Rahadlakum - 1957: Der Regimentstrottel (The Sad Sack) - It’s the Same |

## Musicals (Auswahl)
- 1944: Song of Norway (Adaption von Musik Edvard Griegs)
- 1949: The Great Waltz (Adaption von Musik Johann Strauss’)
- 1953: Kismet (Adaption von Musik Alexander Borodins)
- 1959: The Love Doctor
- 1961: Kean
- 1965: Anya (Adaption von Musik Sergei Rachmaninoffs)
- 1978: Timbuktu! (basierend auf Kismet für eine afroamerikanische Besetzung)
- 1989: Grand Hotel

## Auszeichnungen
- 1939: Oscar-Nominierung in der Kategorie Bester Song für Always and Always aus dem Film Mannequin zusammen mit Edward Ward und Bob Wright
- 1941: Oscar-Nominierung in der Kategorie Bester Song für It’s a Blue World aus dem Film Music in My Heart zusammen mit Bob Wright
- 1943: Oscar-Nominierung in der Kategorie Bester Song für Pennies for Peppino aus dem Film Flying with Music zusammen mit Edward Ward und Bob Wright
- 1954: Tony Award in der Kategorie Bestes Musical für Kismet
- 1990: Nominierung für den Tony Award in der Kategorie Beste Originalmusik für Grand Hotel
- 1990: Zwei Nominierungen für den Drama Desk Award in den Kategorien Outstanding Lyrics und Outstanding Music für Grand Hotel